# Effet bouba-kiki

Durant une expérience, on présente à un public cible une paire de formes se ressemblant : l'une, dentelée, a tendance à être appelée « kiki », l'autre, aux pointes arrondies, « bouba ».

Pour les articles homonymes, voir Bouba et Kiki.
L'effet bouba-kiki est une corrélation entre la forme visuelle d'un objet et la suite de phones (c'est-à-dire la prononciation) qu'on lui associe, observée pour la première fois par le psychologue germano-américain Wolfgang Köhler en 1929.

## Description
Dans le cadre d'expériences psychologiques, d'abord entreprises sur l'île de Tenerife (où la langue principale est l'espagnol), Köhler présenta aux participants des formes (ressemblant à celles ci-contre) et leur demanda laquelle s'appelait takete et laquelle baluba (maluma dans la version de 1947). Sans le déclarer explicitement, Köhler laissa entendre que l'association de la forme dentelée à takete et de la forme arrondie à baluba est privilégiée.
En 2001, Vilayanur S. Ramachandran et Edward Hubbard ont repris l'expérience de Köhler avec la paire kiki et bouba, et ont demandé à des étudiants anglophones aux États-Unis et des locuteurs du tamoul en Inde laquelle des deux formes est bouba et laquelle est kiki ? Entre 95 % et 98 % des sondés réunis ont associé la forme arrondie à bouba et la dentelée à kiki, suggérant que le cerveau humain accorde d'une façon quelconque des sens abstraits aux formes et sons d'une façon cohérente. En 2006, Daphne Maurer (en) et al. démontrent que des enfants âgés d'à peine 2 ans et demi (soit trop jeunes pour lire) font preuve de cet effet. Les individus autistes ne font pas preuve d'une préférence aussi marquée.
On constate aussi que l'effet se manifeste également lorsqu'il s'agit d'une paire de prénoms, suggérant qu'un degré de familiarité ne réprime pas l'effet. En 2015, Sidhu et Pexman ont démontré que les sondés tendent à apparier des prénoms comme Molly aux formes arrondies et des prénoms comme Kate aux dentelées. De surcroît, les individus associent certains traits (comme un caractère détendu) aux prénoms « arrondis ».
En 2019, des chercheurs ont utilisé pour la première fois l'IRM fonctionnelle pour étudier l'effet bouba-kiki. Ils montrent grâce à un test IAT que cet effet d'association entre forme et son est implicite, et ne relève pas d'une décision consciente. De plus, lorsque sons et formes sont congruents, cela se reflète à la fois dans l'aire sensorielle visuelle et dans l'aire auditive du cortex. Enfin, l'activité du cortex préfrontal est plus importante lors de la présentation de stimuli incongruents que lorsque les stimuli sont congruents.
Une étude conduite en ligne par la chercheuse Aleksandra Ćwiek et al. atteste de la robustesse de cet effet, présent dans plus de 20 langues,.

## Explications
D'après Ramachandran et Hubbard, l'effet bouba-kiki serait un facteur de l'évolution de langues, car il suggère que les noms attribués aux objets ne sont pas entièrement arbitraires. Il est plus probable que la forme arrondie est nommée bouba parce que la bouche prend une forme plus arrondie pour produire ce son-là, alors que la bouche doit se tendre dans le cas de kiki. Autrement, il se peut que la distinction se fasse entre les consonnes coronales ou dorsales telles que /k/ et les consonnes labiales telles que /b/. Ces correspondances du genre synesthésique font penser que l'effet constitue le fondement neurologique du symbolisme phonétique, selon lequel les correspondances entre sons et objets ou évènements ne se fait pas au hasard.
Cependant, des recherches plus récentes indiquent que l'effet pourrait être un cas d'idéesthésie (en), soit un phénomène dans lequel l'activation de concepts provoque des expériences semblables aux perceptions. Le terme, d'origine grecque, signifie sensation d'idées.
En 2022, la chercheuse et maître de conférences en psychologie cognitive Mathilde Fort et son confrère Jean-Luc Schwartz proposent une nouvelle explication pour ce phénomène et ses paradoxes, basées sur les propriétés physiques des sons et des objets. Selon cette explication, le cerveau effectue une correspondance entre les fréquences sonores produites par les sons des mots « bouba » ou « kiki » et le spectre de fréquences que peut produire l'objet associé en roulant. Un objet rond ne présentant pas d'aspérités produira un son continu avec un spectre à basses fréquences, tandis qu'un objet anguleux, présentant des pointes, produira un spectre riche en hautes fréquences. Ces deux paramètres combinés expliquent jusqu'à 100 % de l'effet Bouba-Kiki,.

## Utilisation
Ce type de préférences associatives ou « associations automatiques » est utilisé en marketing pour choisir des noms de marque.
Dans le jeu vidéo Baba Is You sorti en 2019, les noms des personnages Baba et Keke ont été inspirés par cette expérience.